# Vista Real y Country Club
Vista Real y Country Club är en ort i Mexiko.   Den ligger i kommunen Corregidora och delstaten Querétaro Arteaga, i den centrala delen av landet, 180 km nordväst om huvudstaden Mexico City. Vista Real y Country Club ligger 2 038 meter över havet och antalet invånare är 767.
Terrängen runt Vista Real y Country Club är kuperad åt sydost, men åt nordväst är den platt. Runt Vista Real y Country Club är det ganska tätbefolkat, med 104 invånare per kvadratkilometer. Närmaste större samhälle är Santiago de Querétaro, 7,5 km norr om Vista Real y Country Club. Omgivningarna runt Vista Real y Country Club är en mosaik av jordbruksmark och naturlig växtlighet.